# Pelusios gabonensis
Pelusios gabonensis (Duméril, 1856) è un  rettile dell'ordine delle Testudines, diffuso in Africa centrale e occidentale. È una specie palustre.

## Descrizione
Questa specie è caratterizzata dal carapace schiacciato e di colore marrone con una linea dorsale nera. La cerniera del piastrone è situata in posizione molto arretrata. Questa caratteristica fa sì che il piastrone stesso si articoli quasi a metà.